# Mrak film
Mrak film (eng. Scary Movie) je američka horor-komedija iz 2000. Mrak film je parodija filmskih žanrova kao što su horor, slešer, i misterij. Parodije nekoliko horor filmova su korištene u filmu, najviše iz filma Vrisak i Znam što si radila prošlog ljeta.
Film je originalno nazvan „Prošlog ljeta sam vrištao, zato što je Noć vještica pala na petak 13.”, ali je na kraju promijenjen u Mrak film. Film ima četiri nastavka: Mrak film 2 (2001), Mrak film 3 (2003), Mrak film 4 (2006) i Mrak film 5 (2013).

## Radnja
Osamnaestogodišnja Drew Decker (Carmen Electra) dobiva telefonski poziv dok je jedne noći bila sama kući. Drew tada napada ubojica Ghostface, koji pokušava je ubiti, ali ona bježi. Nju potom udara auto njenog oca, koji je ne vidi, ona pada i Ghostface je ubija.
Sljedećeg dana Cindy Campbell (Anna Faris) se sreće sa svojim dječkom Bobbyjem (Jon Abrahams) i prijateljima Brendom (Regina Hall), Rayem (Shawn Wayans), Gregom (Lochlyn Munro), Buffyjem (Shannon Elizabeth) i Shortyjem (Marlon Wayans). Nekoliko novinarskih timova, uključujući reporterku Gail Hailstorm (Cheri Oteri), dolaze u školu zbog Drewinog ubojstva. Gail se udvara Buffynom mentalno poremećenom bratu Doofyju (Dave Sheridan), da bi dobila informacije o ubojstvu.
Dok je Cindy na satu, nalazi na poruku gdje piše: Znam što si radila prošle Noći vještica. Cindy se seća da je Drew ubijena točno godinu dana, od kad su ona i njeni prijatelji slučajno ubili čovjeka, tokom vožnje autom. Na izboru za ljepoticu, Grega je ubio Ghostface, dok Buffy plače i moli za pomoć, ali svi misle da ona glumi. Zbog toga Buffy pobjeđuje, i zaboravlja na Grega dok slavi svoju pobjedu.
Kad je Cindy otišla kuću, nju napada Ghostface. Cindy se potom zaključava u svoju sobu i zove policiju, a Ghostface nestaje. Bobby tada dolazi kod Cindy i u tom trenutku mu iz džepa ispadaju crne rukavice i telefon, na što Cindy pomišlja da je on ubojica. Bobbyja su tad uhapsili i odvodeli ga u policijsku stanicu. Nakon toga Cindy prespava kod Buffy i Doofyja. Dok je bila tamo, primila je poziv od Ghostfacea, i Cindy shvata da je Bobby nevin.
Sljedećeg jutra, Bobbyja puštaju iz zatvora. U međuvremenu Buffy ignorira Cindyna upozorenja o Ghostfaceu, i dok je bila u školi Ghostface joj satarom odsječe glavu, nakon čega ona još ostaje živa. Ghostface zbog toga baca Buffynu glavu u kantu za izgubljeno, nađeno. Te noći Brenda i Ray u kinu gledaju Zaljubljeni Shakespeare. Dok je bio u zahodu Raye je Ghostface proboo nožem u uho. Ghostface je tada krenuo ubiti Brendu, ali ljuti gledaoci ubijaju Brendu, pre nego što je Ghostface to mogao uraditi.
U međuvremenu Cindy u kući organizira žurku, nadajući se da je sigurnija ako ih je više. Za to vrijeme Cindy i Bobby vode ljubav u Cindynoj sobi. Nakon toga dolazi Ghostface i ubada Bobbyja nožem i nestaje. Cindy tada uzima pištolj, i s ranjenim Bobbyjem silazi do vrata. Haduvani Shorty dolazi iz podruma i govori da je ubojica u kući. Bobby tad uzima pištolj od Cindy i upucava Shortyja, koji umire. Ray se u tom trenutku pojavljuje u kući živ.
Bobby i Ray tada odvode Cindy u kuhinju i govore joj kako planiraju ubiti nju i njenog oca, govoreći joj da oni nisu Ghostface, nego da ga samo kopiraju. Govore joj i da hoće izgledati kao junaci tako što će pošto je ubiju, da ubiju jedan drugog. Ray prvo ubija Bobbyja, zato što je njegova omiljena serija Braća Wayans otkazana. Ghostface dolazi u tom trenutku i ubija Raya. On i Cindy se tada bore i Cindy ga izbacuje kroz prozor koristeći Matrix pokrete. Ghostface bježi, pre nego što je policija stigla.
U policijskoj stanici Cindy i šerif otkrivaju da je Doofy, jedina osoba koja je znala za čovjeka kog su ubili autom, i koji se pravio da je poremećen, zapravo ubojica. Doofy u tom trenutku bježi zajedno s Gail. Cindy u tom trenutku izlazi na ulicu i vrišti, i tad je udari auto.

## Parodije
U filmu su parodirani filmovi:
- Vrisak
- Vrisak 2
- Vrisak 3
- Znam što si radila prošlog ljeta
- Šesto čulo
- Projekt: Vještica iz Blaira

## Vanjske poveznice
- Mrak film u internetskoj bazi filmova IMDb-a
- Rotten-tomatoes.com